# Emilia Pedrazzani
Emilia Pedrazzani (Castelleone, 23 giugno 1907 – ...) è stata una mezzofondista italiana.

## Biografia
Tesserata per l'Unione Sportiva Soresinese, nel 1925 ha partecipato al suo primo campionato italiano di atletica leggera, conquistando la medaglia d'argento negli 83 metri ostacoli e quella di bronzo nei 400 metri piani.
Nel 1926 si è diplomata campionessa italiana assoluta degli 800 metri piani, con il nuovo record italiano a 2'39"1/5, nella staffetta 4×250 metri e nella corsa campestre, prima donna campionessa italiana in questa disciplina.
Ai campionati italiani del 1927 migliorò ulteriormente il record italiano degli 800 metri piani portandolo a 2'30"3/5 e conquistò la medaglia d'oro anche nella corsa campestre, mentre nei 250 metri piani ricevette la medaglia di bronzo. La sua ultima medaglia in un campionato italiano risale al 1928, quando conquistò l'argento nella corsa campestre. A causa di un infortunio non riuscì a qualificarsi per i Giochi olimpici di Amsterdam 1928.

## Record nazionali
- 800 metri piani:
  - 2'39"1/5 ( Dalmine, 26 settembre 1926)
  - 2'34"4/5 ( Bra, 21 agosto 1927)
  - 2'30"3/5 ( Bologna, 2 ottobre 1927)

## Progressione

### 400 metri piani
| Stagione | Tempo    | Luogo                | Data      | Rank. Ita. |
| -------- | -------- | -------------------- | --------- | ---------- |
| 1928     | 1'07"0   | Acquanegra Cremonese | 8-9-1928  | 2ª         |
| 1927     | 1'04"4/5 | Cremona              | 15-5-1927 | 1ª         |
| 1926     | 1'09"0   | Dalmine              | 8-8-1926  | 3ª         |

### 800 metri piani
| Stagione | Tempo    | Luogo   | Data       | Rank. Ita. |
| -------- | -------- | ------- | ---------- | ---------- |
| 1928     | 2'31"0   | Dalmine | 15-7/1928  | 2ª         |
| 1927     | 2'30"3/5 | Bologna | 2-10/1927  | 1ª         |
| 1926     | 2'39"1/5 | Milano  | 17-10-1926 | 1ª         |

### 1000 metri piani
| Stagione | Tempo    | Luogo   | Data      | Rank. Ita. |
| -------- | -------- | ------- | --------- | ---------- |
| 1927     | 3'17"3/5 | Milano  | 28-8-1927 | 2ª         |
| 1926     | 3'25"2/5 | Dalmine | 25-9-1926 | 1ª         |

## Campionati nazionali
- 2 volte campionessa italiana assoluta degli 800 metri piani (1926, 1927)
- 1 volta campionessa italiana assoluta della staffetta 4×250 metri (1926)
- 2 volte campionessa italiana assoluta di corsa campestre (1926, 1927)

1925
- Bronzo ai campionati italiani assoluti, 400 m - s/t
- Argento ai campionati italiani assoluti, 83 m hs - 18"2/5

1926
- Oro ai campionati italiani assoluti, 800 m - 2'39"1/5
- Oro ai campionati italiani assoluti, staffetta 4×250 m - 2'53"1/5 (con Ornella Galli, Leonida Zucchetti, Leandrina Bulzacchi)
- Oro ai campionati italiani assoluti, corsa campestre (800 m) - 4'06"3/5

1927
- Bronzo ai campionati italiani assoluti, 250 m - s/t
- Oro ai campionati italiani assoluti, 800 m - 2'30"3/5
- Oro ai campionati italiani assoluti, corsa campestre (700 m) - 2'00"0

1928
- Argento ai campionati italiani assoluti, corsa campestre (800 m) - 2'42"0